# قاع الولي (النادرة)

تعديل مصدري - تعديل

قاع الولي محلة تابعة لقرية ذي جهدم، التابعة لعزلة حدة بمديرية النادرة إحدى مديريات محافظة إب في الجمهورية اليمنية، بلغ تعداد سكانها 34 حسب تعداد اليمن لعام 2004.